# Sabicas
Sabicas is de artiestennaam van de flamencogitarist Agustín Castellón Campos (Pamplona, 16 maart 1912 – New York, 14 april 1990). Sabicas wordt gezien als de maestro de la guitarra en de persoon die de aanzet gaf tot de internationale geboorte van de flamenco. 

## Biografie

### Vroege jeugd
Agustín Castellón "Sabicas" werd op 16 maart 1912 geboren tijdens de Sanfermines-feesten van  Pamplona in een familie van gitanos. Zijn vader, Agustín Castejon/Castellón Gabarri, was afkomstig uit  Zaragoza. Zijn moeder, Rafaela Campos Bermúdez, kwam uit Madrid. Beiden stonden in Pamplona geregistreerd als zijnde ambulantes – zwervenden uit Zaragoza.
Het geboortehuis van Sabicas staat in de Pamploonse Calle Mañueta, in de barrio de Jarauta van de Casco Viejo  (de Oude Helm, een wijk) van de hoofdstad van   Navarra. Zijn familie woonde hier gedurende zijn hele kindertijd, behalve tijdens de zomers wanneer ze in het dorp  Villava/Atarrabia verbleven.

Zijn ouders hem gaven hem zijn eerste (halve) gitaar (una guitarra chica de seis cuerdas como las grandes) toen hij net vier jaar oud was. Prijs: 17 peseta's. Een oom leerde hem twee akkoorden. De verdere basis, verplichte vormen als remates, verschillende coplavormen en de verschillende estilos (stijlen) leerde hij op straat en thuis, van zijn uitgebreide gitano-familie. Elke avond zat hij te spelen tot hij moest gaan slapen. Er is verder niets bekend over muzieklessen in de formele zin van het woord, maar twee jaar later maakte hij zijn officiële debuut.
Zijn naam Sabicas (kleine boontjes) was mogelijk een referentie aan zijn kleine vingertjes als klein kind terwijl hij zat te spelen.
Zijn professionele debuut maakte Sabicas toen hij 10 jaar oud was. Kort tevoren was de familie naar Madrid verhuisd, waarna Sabicas door Manuel Bonet werd ontdekt. In de Spaanse hoofdstad werd hij snel de sensatie van het moment, omdat: "Tocaba un fandanguillo y levantaba una mano y me quedaba con una mano sola y aquello fue una bomba." (Hij -Sabicas- speelde een fandanguillo, met zijn linkerhand los van de toets (fretboard) terwijl hij met zijn rechterhand liet zien hoe je 'een bom laat barsten' - waarmee bedoeld wordt: hoeveel geluid je met de rechterhand kon produceren.)

Als 17-jarige trad hij op in El Teatro el Dorado in Madrid, en op zijn 22 jaar werd hij door duizenden toegejuicht als een kampioen in de Maestranza-arena van Sevilla.
Aanvankelijk was Sabicas een Ramón Montoya-adept, maar zijn intense samenwerking met de bekendste cantaores uit de jaren twintig en dertig hielpen hem zijn eigen, unieke stijl ontwikkelen.
Als jonge man begeleidde Sabicas de 'grande dame' van de flamenco, La Niña de los Peines, waardoor hij veel bekendheid verwierf. Het was echter zijn langdurige verbintenis op zowel artistiek- als vooral op amoureus vlak met Carmen Amaya, Spanjes beroemdste bailaora (flamencodanseres), waardoor hij veel aandacht kreeg in glossy tijdschriften van over heel de wereld.

### Ballingschap
In 1936 vertrok ook hij, 24 jaar oud – door het uitbreken van de Spaanse burgeroorlog (1936 -39) - als banneling uit Spanje. Samen met Carmen Amaya streek hij neer in Zuid-Amerika. Ze maakten ze veel tournees, aanvankelijk alleen in Argentinië, later over de beide Amerikaanse continenten. Net als later Paco de Lucía, nam Sabicas veel van de Zuid-Amerikaanse stijlen in zijn spel op. 
Sabicas hield van De Nieuwe Wereld en vestigde zich uiteindelijk in New York, waar hij veel concerten als solist gaf. Hij stond zeer open voor andere muziekstromingen en nam flamenco-fusiemuziek op met Joe Beck: Rock Encounter, en sloot vriendschappen met jazzmeesters als Charles Mingus, Ben E. King, Gill Evans, Thelonious Monk en Miles Davis.

### De latere jaren
In het Witte Huis gaf hij acte de présence voor President Roosevelt. In de muziekwereld viel hem in het bijzonder op dat hij door de platenlabels op dezelfde manier behandeld en gewaardeerd werd als elke andere artiest. Zijn opnamen werden overal ter wereld verkocht. Dat was in Spanje wel anders geweest!
Feitelijk was Sabicas in Spanje lange tijd het zwarte schaap: zijn optredens voor payos (niet-zigeuners) werd bepaald niet op prijs gesteld; zijn samenwerking met jazzmusici werd evenmin gewaardeerd. Verder was hij Spanje ontvlucht voor de oorlog die in het land woedde, had hij opgetreden voor Amerikaanse presidenten en speelde hij mee in films. Vooral dit laatste en zijn 'afwijken van het rechte pad' -uitstapjes naar jazzmuziek, maakte dat veel traditionele flamencomuzikanten hem lang links lieten liggen. 
Ironisch is het te bedenken dat dit alles voor vele ruimer denkende Spaanse gitaristen juist de reden was Sabicas te omarmen, omdat met de jazz de flamenco als stijl werd verrijkt.
Deze "status van zwart schaap" was ook de reden dat Sabicas Spanje lang naast zich liet liggen. Hij keerde pas in 1967 voor de eerste keer naar Spanje terug. Twintig jaren later gaf zijn geboorteland hem voor de eerste keer een nationaal eerbetoon, in het Teatro Real in Madrid. Al eerder, in 1982, had Pamplona zijn feest, de Sanfermines, aan hem opgedragen. Een jaar voor zijn overlijden (1990) nam hij nog muziek op met Enrique Morente.

In het jaar waarin hij 77 was geworden, werd Sabicas op 10 juni 1989 in de Carnegie Hall uitgebreid gelauwerd met een feest waaraan veel bekende (flamenco-)artiesten meewerkten.
Agustín Castellón Sabicas overleed, 78 jaar oud, op 14 april 1990 in New York.

## Stijl en betekenis
Sabicas was een levende legende. Hij ontving talloze gouden platen en was van groot belang voor de introductie van de flamenco voor een groter publiek binnen Spanje en later in de rest van de Spaanssprekende wereld.

Hij bezat niet alleen techniek, maar droeg ook bij tot de emancipatie van flamenco. Hij speelde een soort flamenco die vroeger onvoorstelbaar werd geacht. Zijn belang voor de introductie van de flamenco voor een groter publiek binnen Spanje was zeer groot: hij ging met zijn kunst naar de concertzalen en de grote theaters waar alle lagen van de bevolking er van konden genieten. Het was mede door zijn toedoen dat de internationale platenlabels belangstelling kregen voor de flamenco als muziekvorm. 
Na zijn vertrek uit Spanje was hij de eerste die instrumentale flamencomuziek buiten Spanje en de Spaanstalige wereld ten gehore bracht. Ook droeg hij in belangrijke mate bij tot de emancipatie van de flamenco. Hij belichaamde het breekpunt voor de flamencogitaar en hij opende, uiteindelijk via Noord-Amerika, voor de flamenco de weg naar de rest van wereld.
Sabicas was een innovatieve gitarist, op het revolutionaire af. Hij introduceerde belangrijke vernieuwende technische vaardigheidsconcepten voor de rechterhand: de picado's in sextolen over (delen) van toonladders. Ook het sterk verhogen van de snelheid van de arpergio's over alle zes snaren kwam van zijn vingers. Sabicas bedacht de rasgueo de tres dedos, de drievingerige rasgueado. Hij was de uitvinder van de alzapúa, een duimtechniek over één snaar dan wel een gecombineerde duimtechniek over één snaar, gevolgd door een razendsnelle veeg over onderliggende snaren, eventueel gevolgd door een vliegensvlugge duim-ophaal. Ofschoon deze manier van spelen erg zwaar is voor zowel duim als nagel, wist hij een enorme snelheid en gepolijste uitvoering te bereiken. Al deze rechterhand-technieken waren onmiskenbaar de zijne en (langere tijd) niet uitvoerbaar voor anderen.  
"De gitarist met de beste techniek die ik ken zal Sabicas zijn, de flamencospeler", zei de fameuze gitarist Chet Atkins in Guitar Player Magazine in maart 1972.
Dat hij innovatief van aard was, is te horen op veel opnamen van soloplaten. Sabicas bezat al sinds begin jaren vijftig een viersporen Revox bandrecorder, waarop hij zichzelf bij thuisopnamen dubde, soms zelfs dubbel dubde. Zo kon hij allerlei tegengestelde harmonieën uitproberen en mixen. Een aantal van deze opnamen zijn op plaat uitgebracht.
Als flamencocomponist componeerde hij kwalitatief hoogstaande composities voor veel flamencovormen (estilos). Hij bezat een buitengewoon ritmisch gevoel, zeer belangrijk wanneer men een danser begeleidt.

De cante stelt heel andere eisen: voor het begeleiden hiervan doet men een beroep op de flexibiliteit van de gitarist om het hele stuk à compass (in de maat) te houden. Het lastige bij de begeleiding van de cante is dat de zanger onder andere door zijn langere dan wel kortere vocale uithalen bepaalt of de betreffende maat sneller dan wel langzamer moet worden volgemaakt. Hier komt de flexibiliteit van de gitarist om de hoek kijken.  
Zijn oeuvre karakteriseert zich niet alleen in zijn falseta's – lyrische frasen die door de gitarist worden gespeeld wanneer de cantaor zijn rust houdt, maar ook in het creëren van een melodische structuur en een harmonische ritmiek die zich doorzet tot aan het einde van het stuk, een benadering die tot dan toe uniek was. 
Van Sabicas werd gezegd dat hij de perfecte timing had, hetgeen terug te horen is in zijn opnamen. De gitaar die hij de laatste jaren gebruikte was een  Esteso Conde Hermanos.
Zijn invloed is onbetwistbaar voor vele nieuwe generaties gitaristen, en terug te vinden in het werk van de gitaristen-generatie van Paco de Lucía, Tomatito, Paco Peña, Derranito, Juan Manuel Cañizares, El Viejín, Vicente Amigo en Gerardo Nuñez.

## Discografie
(In willekeurige volgorde)  
- SABICAS, FLAMENCAN GUITAR SOLOS; zes solo's op 78 toeren, Decca Album No. DU-709, (1949)
- FIESTA FLAMENCA; various artists, Sabicas op 4 tracks: twee waarop hij Pena Hijo begeleidt en twee solo's, RCA Victor LPM-1102
- SABICAS; EKL-117 (opnamen verschillen van volgende opnamen)
- SABICAS; VOL I, Electra EKS-7117
- SABICAS; VOL II, Electra EKL-121
- SABICAS; VOL III, Electra EKL-145
- SABICAS, FESTIVAL GITANA (con Los Trianeros) Electra EKL-149
- SABICAS, FLAMENCO VIRTUOSO; Columbia WL-171 (drie gitaren)
- FLAMENCO PURO; Sabicas, Columbia WS-304 (1961)
- 3 GUITARRAS TIENE SABICAS; Columbia ES-1757
- RYTHMS OF SPAIN; Sabicas, Decca DL-4138
- SABICAS, FLAMENCO VARIATIONS ON THREE GUITARS; Decca DL-7857
- THE FANTASTIC GUITARS OF SABICAS AND ESCUDERO; Decca DL-78957
- THE ROMANTIC GUITARS OF SABICAS AND ESCUDERO (Latin American music) Decca DL-8897
- FROM THE PAMPAS TO THE RIO GRANDE; met Mario Escudero
- ¡FURIOSO!; Sabicas met Dolores Vargas, Decca DL-78900
- DOLORES VARGAS "EL TERREMOTO GITANO"; gitarist Pepe Castellon, gearrangeerd door zijn neef Sabicas; Decca, DL 74019 (1960)
- QUEEN OF THE GYPSIES; Carmen Amaya met Sabicas, DL-9816
- ¡FLAMENCO!; Carmen Amaya met Sabicas, Decca DL-9925
- SABICAS, CONCERTO EN FLAMENCO FOR GUITAR AND ORCHESTRA; Decca DL-710057
- SABICAS Y ESCUDERO; Montilla FMS-105
- SERENATA ANDALUZA; Sabicas, Montilla FMS-2017
- FLAMING FLAMENCO GUITAR; Sabicas, United Artists UAS-6236
- FLAMENCO FANTASY; Sabicas, MGM E3859
- SABICAS, GUITARS OF PASSION; MGM SE-3975
- GYPSY FLAMENCO; Sabicas, ABC Paramount ABC-239
- THE DAY OF THE BULLFIGHT; Sabicas, ABC-2265
- THE FABULOUS SABICAS, SOLO FLAMENCO; ABC-304
- SOUL OF FLAMENCO; Sabicas, ABC-339
- THE GIANTS OF FLAMENCO; Sabicas met Carlos Montoya, ABC-357
- FLAMENCO REFLECTIONS; Sabicas, ABC-451
- EL REY DEL FLAMENCO; Sabicas, ABC-526
- SABICAS, FLAMENCO FEVER; ABC-587
- ARTISTRY IN FLAMENCO; Sabicas, ABC-614
- ARTE GITANO; Sabicas, RCA LSP-4109
- LA HISTORIA DEL FLAMENCO; Sabicas begeleidt Rafael Romero, El Sordera, Pepe Culata, Camarón, Juan Cantero, El Pili, Pedro Montolla, met 4 solo's
- SABICAS, ROCK ENCOUNTER WITH JOE BECK; Polydor, 24-4026
- THE SOUL OF FLAMENCO AND THE ESSENCE OF ROCK, Sabicas, CDC-1819
- SABICAS, THE ART OF THE GUITAR; Everest 3395
- LA GUITARRA DE SABICAS; RCA Victor RCA-LPM-10404 (uit Spanje)
- OLE LA GUITARRA DE SABICAS; cante: Adela la del Chaqueta; baile: Rosario la Mejorana; Polydor 23 85 043 (Spanje)
- FLAMENCO, LA GUITARRA DE SABICAS; Polydor 23 85 044
- SABICAS IN CONCERT; CDC-1818, 2 platen
- MORENTE/SABICAS; 2 tapes, Sabicas' laatste opnamen in het jaar voor zijn overlijden op 78-jarige leeftijd, met cantaor Enrique Morente; RCA PK 74587; postuum uitgebracht (1990)
- FLAMENCO ON FIRE
- FLAMENCO HISTÓRICO
- SABICAS (con Carmen Amaya) Grands Cantaores Du Flamenco Vol.14CD (1991)
- SABICAS Y LOS CANTAORES (2006)
- SABICAS, FLAMENCO PURO (2008)

- Biblioteca Nacional de España: XX855372
- Bibliothèque nationale de France: cb13939688t (data)
- Gemeinsame Normdatei: 135423252
- International Standard Name Identifier: 0000 0001 0780 7649
- Library of Congress Control Number: no92031644
- MusicBrainz: e357bf2b-be60-4ce2-b75f-50399d9d9c3f
- Nationale Bibliotheek van Tsjechië: xx0041834
- Nationale Bibliotheek van Israël: 987007397305505171
- SNAC: w6w50766
- Système universitaire de documentation: 086949918
- Virtual International Authority File: 46950638
- WorldCat: E39PBJfCBPqc6HcWJKCDFHqmh3